# 于尔根·黑希特
于尔根·黑希特（德語：Jürgen Hecht，1969年11月9日—），德国男子赛艇运动员。他曾代表德国参加1991年世界赛艇锦标赛，获得男子八人单桨有舵手金牌。